# ياماغوتشي
ياماغوتشي (بالـيابانية: 山口市 = Yamaguchishi) هي مدينة في اليابان، في أقصى جنوبي جزيرة «هونشو» (أكبر جزر البر الياباني). حاضرة «محافظة ياماغوتشي». يطلق عليها البعض لقب «كيوتو الغرب» (نسبة إلى العاصمة الإمبراطورية «كيوتو»). يبلغ عدد سكانها حوالي 142,236 نسمة (2003).

## التاريخ
كان الموقع في الأصل مكانا محصنا. شيد «أووتشي هيرويو» المدينة في القرن الـ14 الميلادي، كان «هيرويو» من كبار الزعماء الإقطاعيين وضع نفسه في خدمة أقوى عشائر البلاد آنذاك، الـ«أشيكاغا».
لجأ إليها العديد من رجال البلاط في «كيوتو» أثناء أحداث «حروب أونين»، (1467-1477 م) والتي دارت رحاها بين كبار العشائر في المنطقة. ومنذ ذلك العهد أصبحت تلقب المدنية بكيوتو الغرب. احتفظت بمكانتها الهامة وبقيت تحت سلطة عشيرة «أووتسي» حتى عام 1555 م، انتقلت بعدها إلى سلطة عشيرة «موري» (أسياد مقاطعة «ناغانو» ومعقلهم في مدينة «هاغي»)، فبدأت تفقد دورها السياسي لصالح غريمتها «هاغي».

## الاقتصاد
المدينة مركز للنشاطات التجارية في المحافظة، يستقطب سوقها المنتجات الزراعية المحلية، وبالأخص الأرز، أحد أهم المحاصيل الزراعية فيها. توجد في المدينة أنشطة صناعية أخرى مثل المنسوجات والكيماويات.

## المعالم
«ياماغوتشي» مدينة إقطاعية قديمة، تأوي العديد من المعابد والمزارات التاريخية. معبد «روريكو جي»، والذي شيد عام 1442 م من قبل «أووتشي موريهارو»، أحد قادة العشائر الكبار (أو «دائي-ميو»: لقب الزعيم الإقطاعي في اليابان)، اشتهر المعلم بسبب بناءه الفريد ذو الخمس طوابق، وصنف المعلم ضمن التراث الوطني الياباني.
من بين المعالم والمشاهدات الملفتة في المدينة: قبور عشيرة «موري» (إجدى العشائر الإقطاعية التي هيمنت على المنطقة)، حديقة معبد «جويي جي»، «مزرا ياساكا»، ويحتضن سنويا فعاليات «مهرجان ياماغوتشي»، متحف وكنيسة صغيرة خصصا للراهب اليسوعي الإسباني «فرانسيسكو إكزافييه»، والذي مر على المدينة عام 1550 م.
خارج المدينة تتواجد مرتفعات «أكي يوشي دائي» وتشتهر بمناظر الكتل الكلسية المتحاتة (من تحات: تآكل)، بالإضافة إلى «أكي يوشي دو»، إحدى أكبر المغارات الكلسية في العالم.

## توأمة
لياماغوتشي اتفاقيات توأمة مع كل من:
- بنبلونة
- جينان
- جونجو

## أعلام
- تاكايوكي ناكاهارا
- تشيكارا فوجيموتو
- يوكو تاناكا
- يويا كوبو
- ريكي هاراكاوا
- الحاج عمر ميتا